# Rajd Ypres 1993
Rajd Ypres 1993 (29. Ypres 24 Hours Rally) – 29. edycja rajdu samochodowego Rajd Ypres rozgrywanego w Belgii. Rozgrywany był od 25 do 27 czerwca 1993 roku. Była to dwudziesta piąta runda Rajdowych Mistrzostw Europy w roku 1993 (rajd miał najwyższy współczynnik – 20) oraz piąta runda Rajdowych Mistrzostw Belgii..

## Klasyfikacja rajdu
| Miejsce                                         | Kierowca                                        | Pilot                                           | Samochód                                        | Czas                                            | Strata                                          |                                                 |
| Klasyfikacja generalna, ERC i mistrzostw Belgii | Klasyfikacja generalna, ERC i mistrzostw Belgii | Klasyfikacja generalna, ERC i mistrzostw Belgii | Klasyfikacja generalna, ERC i mistrzostw Belgii | Klasyfikacja generalna, ERC i mistrzostw Belgii | Klasyfikacja generalna, ERC i mistrzostw Belgii | Klasyfikacja generalna, ERC i mistrzostw Belgii |
| ----------------------------------------------- | ----------------------------------------------- | ----------------------------------------------- | ----------------------------------------------- | ----------------------------------------------- | ----------------------------------------------- | ----------------------------------------------- |
| 1.                                              | Patrick Snijers                                 | Dany Colebunders                                | Ford Escort RS Cosworth                         | 3:38:13                                         | 0.0                                             |                                                 |
| 2.                                              | Robert Droogmans                                | Ronny Joosten                                   | Ford Escort RS Cosworth                         | 3:39:35                                         | +1:22                                           |                                                 |
| 3.                                              | Ramón Ferreyros                                 | Georges Van Oosten                              | Lancia Delta HF Integrale                       | 3:42:41                                         | +4:28                                           |                                                 |
| 4.                                              | Paul Lietaer                                    | Herman De Maegd                                 | Ford Escort RS Cosworth                         | 3:45:41                                         | +7:28                                           |                                                 |
| 5.                                              | Pierre-César Baroni                             | Denis Giraudet                                  | Lancia Delta HF Integrale                       | 3:47:16                                         | +9:03                                           |                                                 |
| 6.                                              | Grégoire de Mevius                              | Willy Lux                                       | Nissan Sunny GTI-R                              | 3:48:54                                         | +10:41                                          |                                                 |
| 7.                                              | Pierre Dumoulin                                 | Jan Termote                                     | Ford Sierra RS Cosworth 4x4                     | 3:51:14                                         | +13:01                                          |                                                 |
| 8.                                              | Dominique Bruyneel                              | Jan Debeaussaert                                | Lancia Delta Integrale 16V                      | 3:52:17                                         | +14:04                                          |                                                 |
| 9.                                              | Bruno Thiry                                     | Stéphane Prévot                                 | Opel Astra GSi 16V                              | 3:55:35                                         | +17:22                                          |                                                 |
| 10.                                             | Freddy Loix                                     | Johnny Vranken                                  | Opel Astra GSi 16V                              | 3:56:14                                         | +18:01                                          |                                                 |